# Pantufla

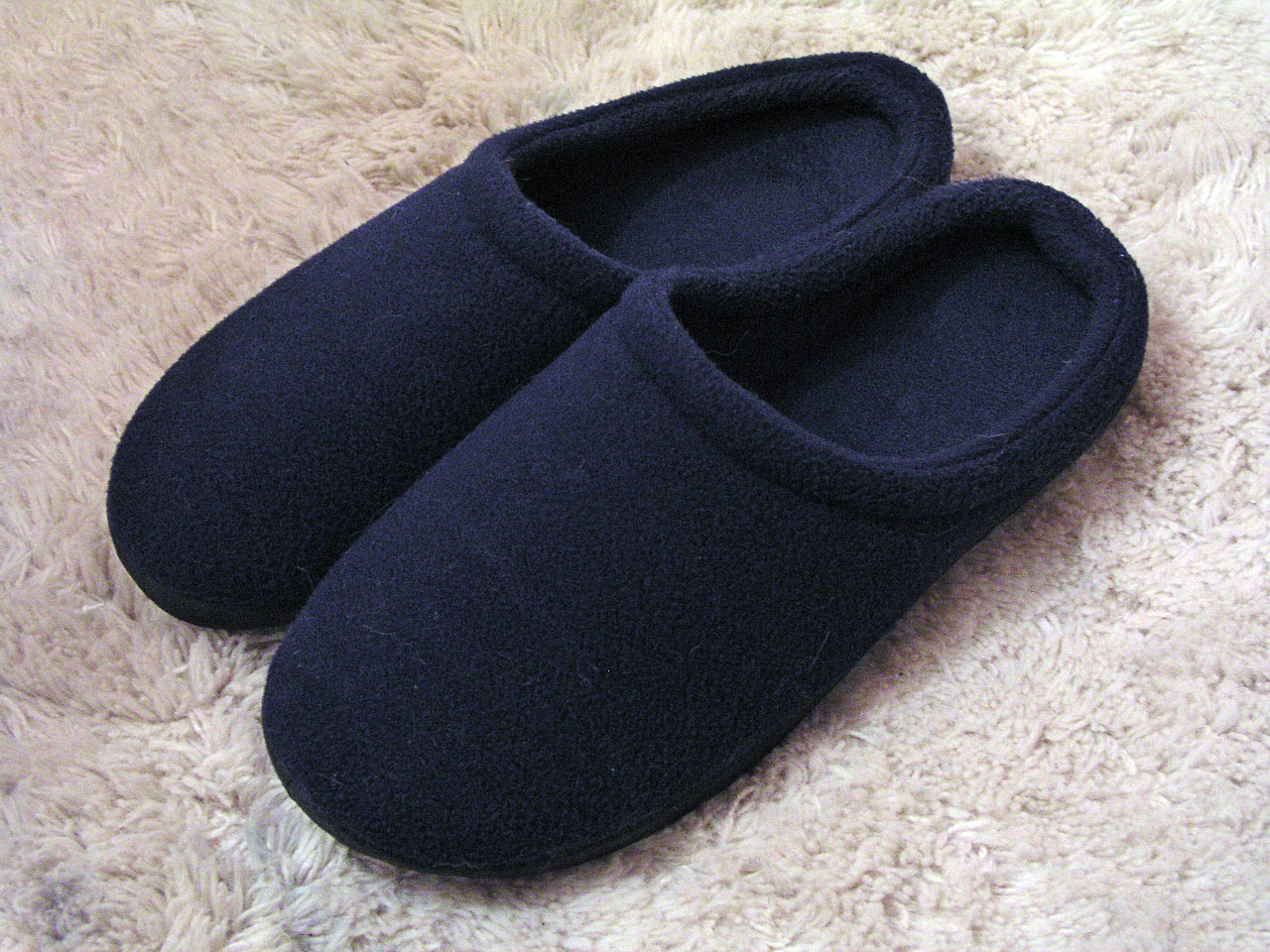
Un par de pantuflas de talón bajo.

Las pantuflas, pantuflos o zapatillas son un tipo de calzado suave de uso doméstico. Generalmente tienen suelas finas y flexibles, con dibujos poco profundos para prevenir resbalones en suelos lisos. En cambio, los zapatos y botas son en general hechos de lona, plástico, goma o cuero, y suelen tener suelas duras.
Las pantuflas pueden tener la forma de un zapato (para meter en pie por arriba), o pueden no tener talón, por lo que el pie puede entrar desde atrás.
Las pantuflas pueden tener muchos diseños de colores -dibujos animados, estampados y animales son normalmente usados para decorar este tipo de calzado.

## Asia Oriental

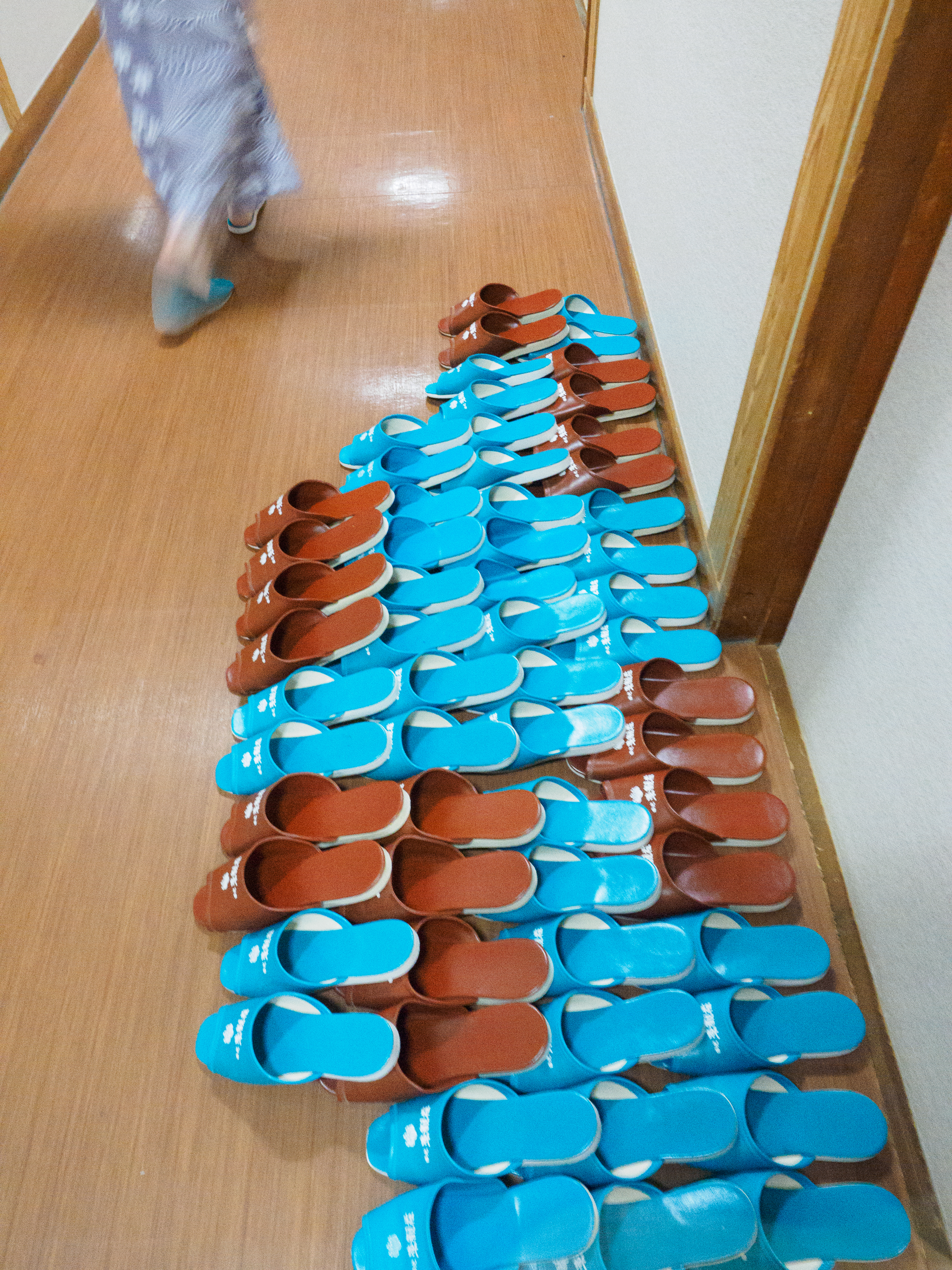
Zapatillas en Japón

En Japón, un tipo de modernas pantuflas evolucionó de las fabricadas en la era Meiji (1868 al 1912). Los japoneses estaban acostumbrados a quitarse los zapatos antes de entrar en sus casas y ponerse unas pantuflas en la entrada (este no es el caso de las culturas occidentales, donde las pantuflas normalmente eran usadas al llegar la noche). Para los japoneses esto era un problema cuando los extranjeros sin saber o siguiendo sus costumbres entraban en las casas con los zapatos puestos. Por eso, pantuflas especiales se fabricaron para los extranjeros que se las colocaban encima de sus zapatos para mantener los interiores de la casa limpios. El uso de estas pantuflas está tan extendido que tanto ciudadanos y gaijin los utilizan. Las pantuflas 'de aseo' dan una pequeña demarcación entre las áreas consideradas limpias y las que no son limpias en la casa.
Las pantuflas también se desarrollaron mucho antes en la India. Un oficial de la Dinastía Song, Zhou Qu Fei (1135-1189), en Quanxi, una provincia China, describió en su libro Ling Wai Dai Da, dos tipos de pantuflas que vio en Jiaozhi (ahora Vietnam). Ambos tipos tenían en la parte de abajo cuero, una de ellas tenía, en la parte de delante, un pequeño palo de una pulgada de largo con forma de champiñón, la gente llevaba estas pantuflas sujetándolas con los dedos. El otro tipo de pantufla tenía una cubierta cruzada de piel sobre la parte de arriba de la suela de cuero. Zhou observó que esas pantuflas eran exactas a las de los pies de los arhat de algunos cuadros. Además se dio cuenta de que la gente de Kulam en el sur de la India llevaban un tipo de pantuflas rojas que eran exactamente iguales a las de los arhats de los cuadros.

## Sobrenombres
El término 'pantufla' puede ser intercambiado con el de sandalia o chancleta. Aunque estos calzados no suelen usarse en casa, sobre todo las sandalias.
El personaje de ficción Cenicienta se dice que llevaba pantuflas de cristal. En Colombia a este tipo de calzado se le suele decir chancla o babucha.

## Galería

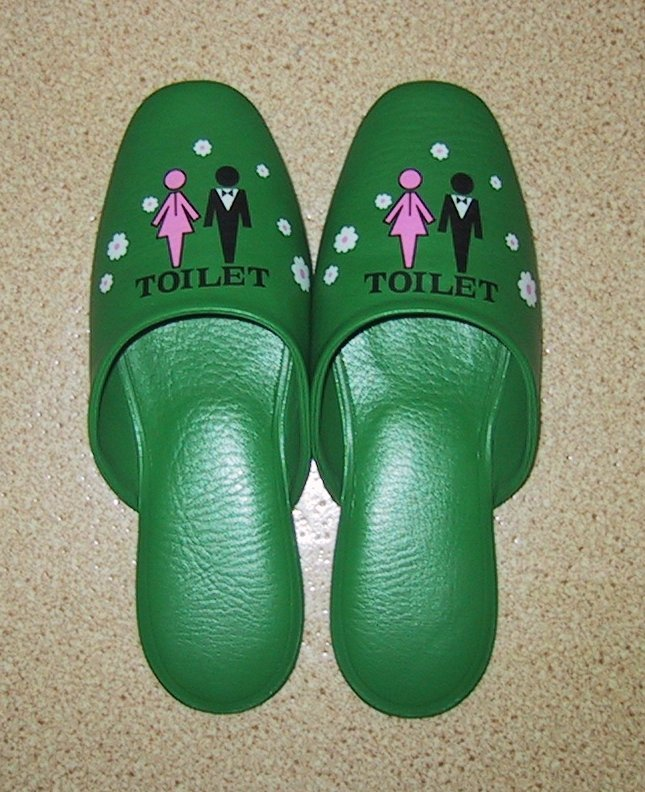
Zapatillas de baño japonesas
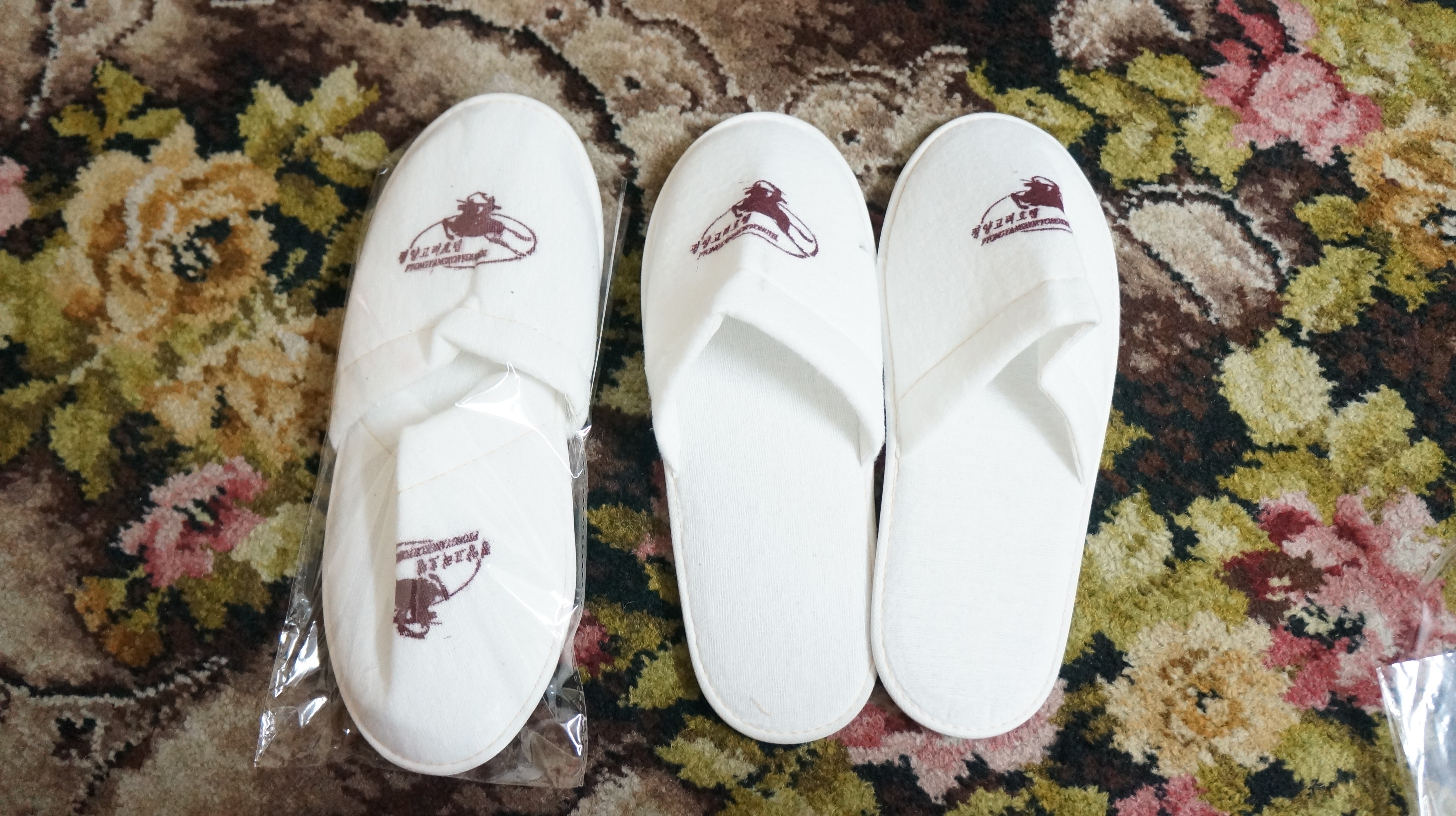
Zapatillas desechables de hotel
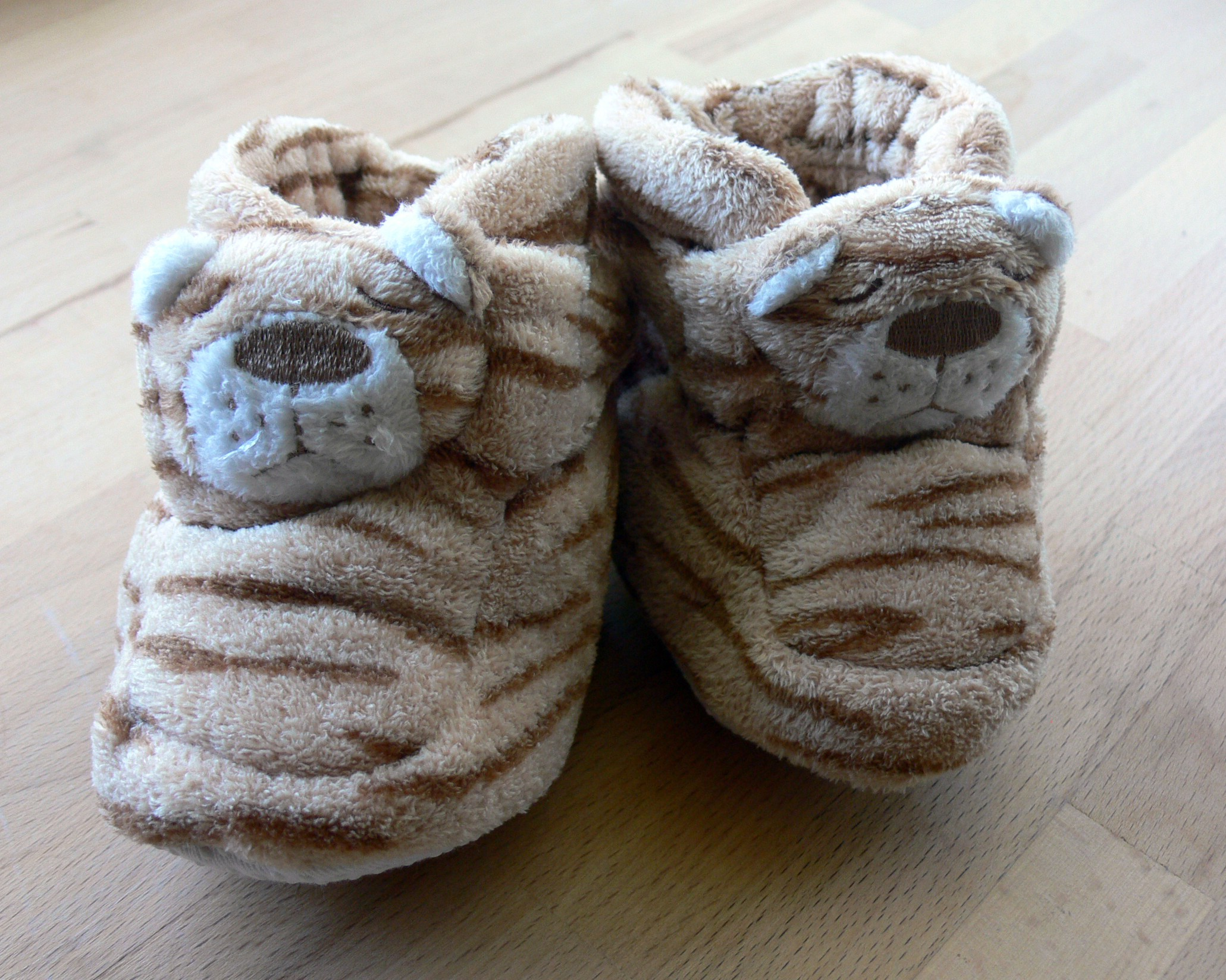
Zapatillas de bebé
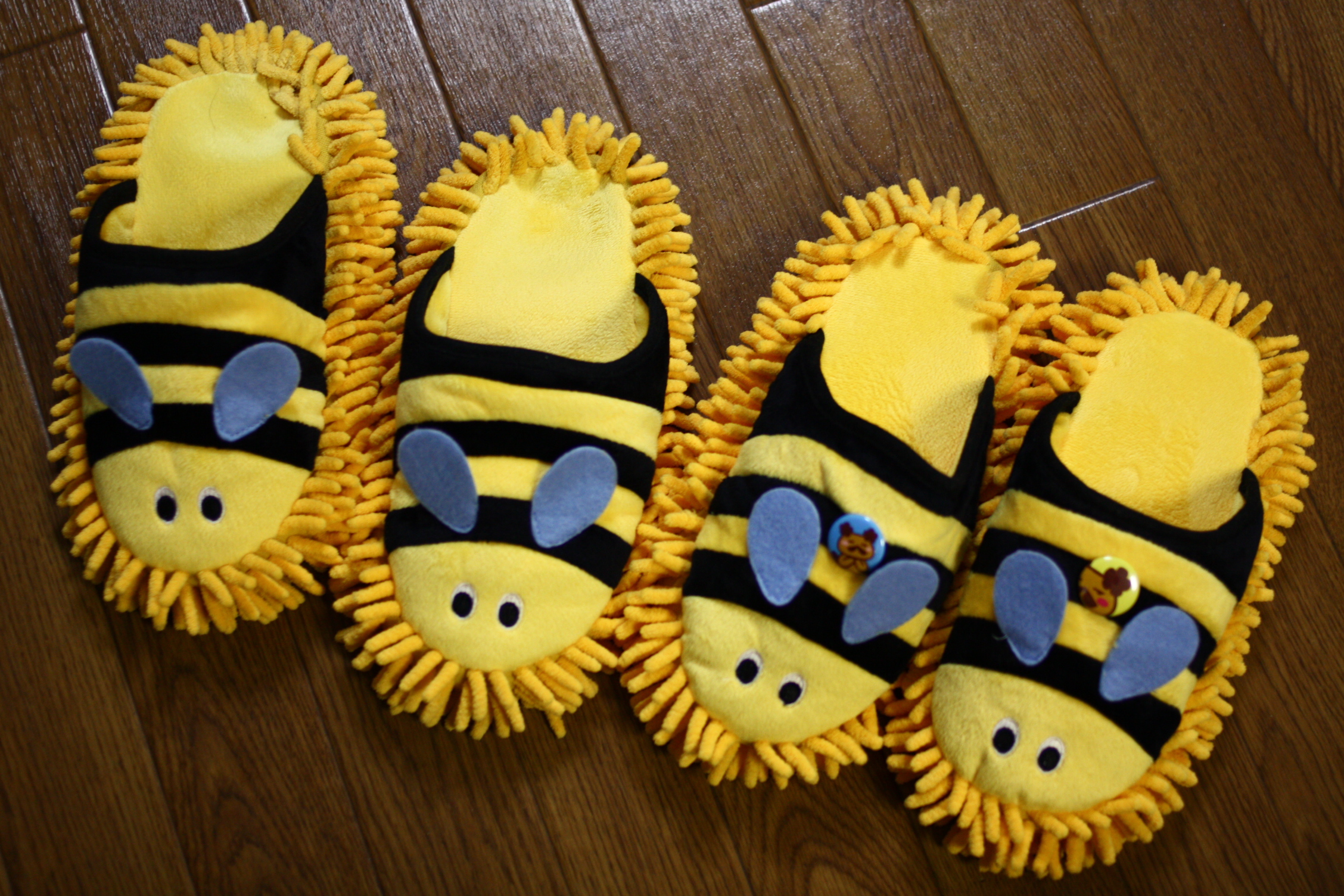
Zapatillas con forma de abeja
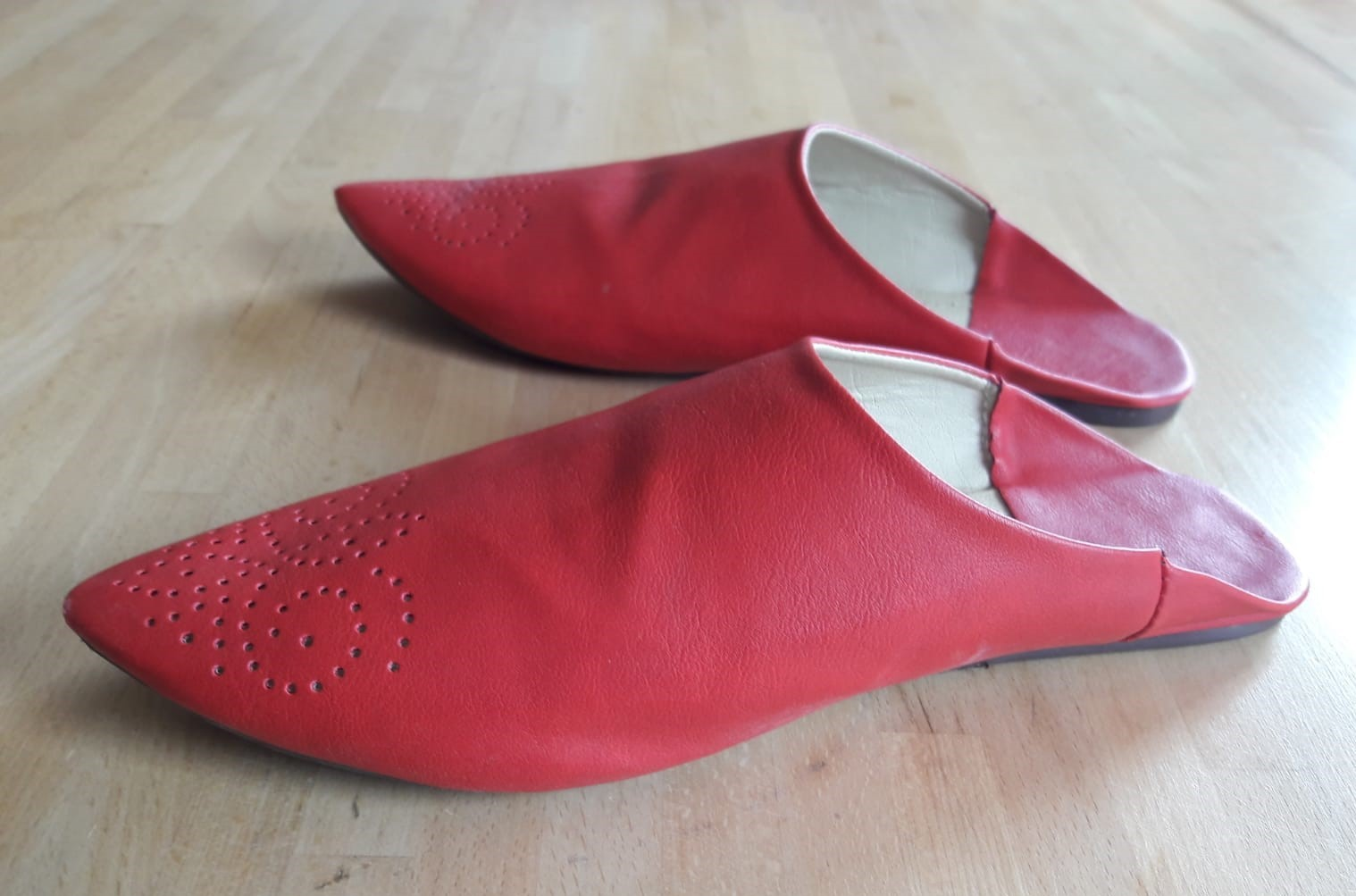
Babuchas
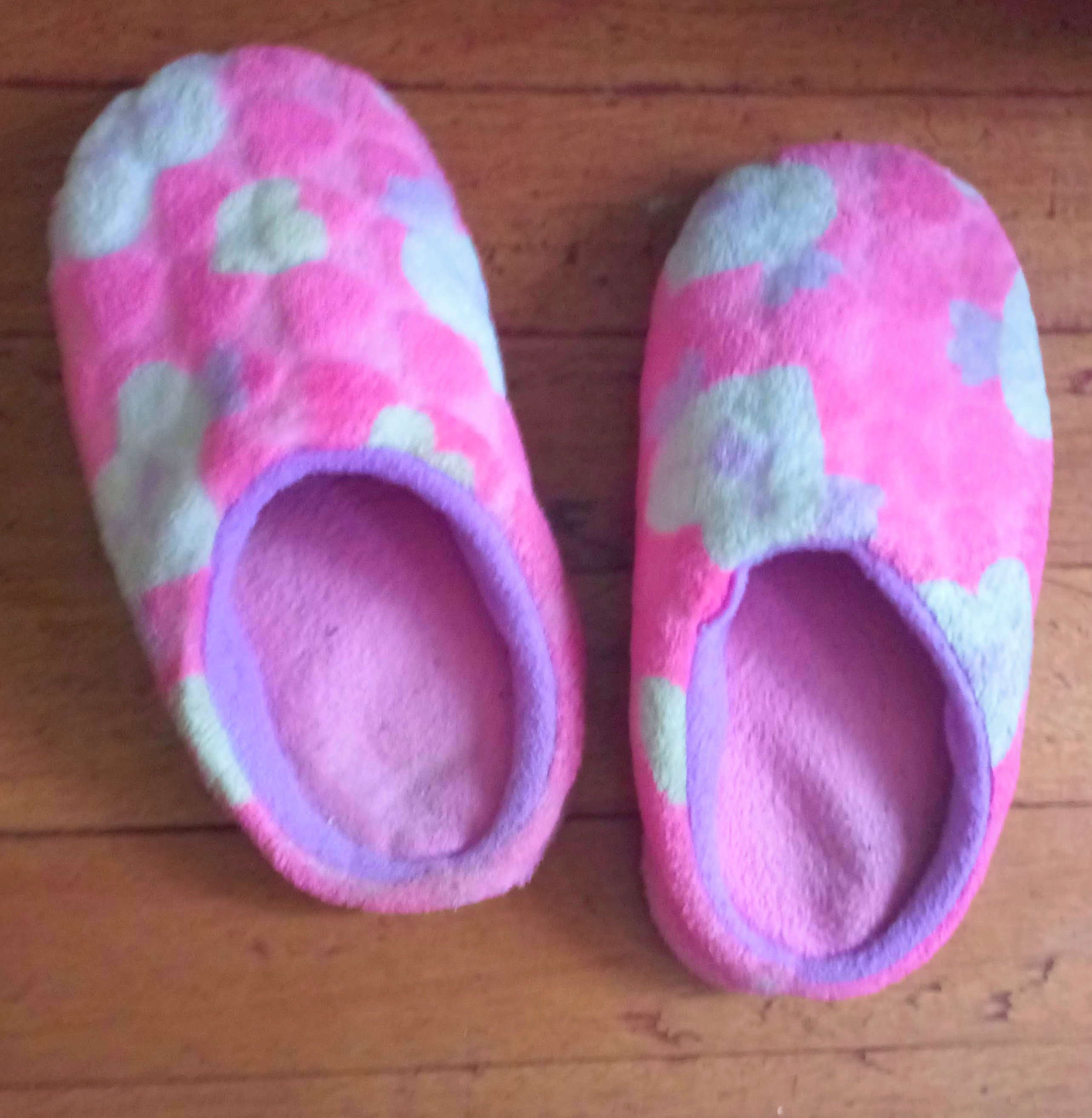
Un par de pantuflas rosadas